# Jean-Pierre Kutwa
Jean-Pierre Kutwa (ur. 22 grudnia 1945 w Blockhauss) – duchowny katolicki z Wybrzeża Kości Słoniowej, arcybiskup Abidżanu w latach 2006–2024, kardynał.

## Życiorys
W 1964 wstąpił do seminarium duchownego w Anyama. Studiował ponadto teologię biblijną na Katolickim Instytucie Zachodniej Afryki oraz na Papieskim Uniwersytecie Urbaniana (gdzie uzyskał tytuł doktora).
Święcenia kapłańskie otrzymał 11 lipca 1971 z rąk kardynała Bernarda Yago i został inkardynowany do archidiecezji abidżańskiej. Po święceniach został mianowany wikariuszem parafii katedralnej i kapelanem ruchu studenckiego Jeunesse étudiante chrétienne. Trzy lata później został przeniesiony do Bingerville. W 1977 został krajowym dyrektorem Œuvres, zaś rok później powrócił do katedry abidżańskiej jako proboszcz. W 1987, po powrocie ze studiów, otrzymał także funkcję wykładowcy seminarium w Anyama i kapelana diecezjalnego Jeunesse étudiante chrétienne. W 1995 został kapelanem krajowym tego ruchu, w tym samym roku otrzymał także nominację na proboszcza w Treichville, gdzie pracował do nominacji biskupiej.

### Episkopat
15 maja 2001 został mianowany biskupem ordynariuszem diecezji Gagnoa. Sakry biskupiej udzielił mu ówczesny arcybiskup Abidżanu, kardynał Bernard Agré.
2 maja 2006 papież Benedykt XVI mianował go arcybiskupem rodzinnej archidiecezji Abidżanu. 18 czerwca 2006 kanonicznie objął urząd.
Papież Franciszek mianował go kardynałem 22 lutego 2014.
20 maja 2024 tenże papież przyjął jego rezygnację z funkcji metropolity.
Po śmierci Franciszka, brał udział w konklawe 2025, które wybrało Leona XIV.